# Don't Let Me Down (The Chainsmokers)
Don't Let Me Down è un singolo del gruppo musicale statunitense The Chainsmokers, pubblicato il 5 febbraio 2016 come primo estratto dal secondo EP Collage.
È stato riconosciuto col Grammy Award alla miglior registrazione dance del 2017.

## Descrizione
Quinta e ultima traccia dell'EP, Don't Let Me Down, che vede la partecipazione della cantante statunitense Daya, è stato descritto da Billboard come un brano EDM e trap.

## Video musicale
Il video è stato reso disponibile il 29 aprile 2016.

## Tracce
Testi e musiche di Andrew Taggart, Emily Warren e Scott Harris.
Download digitale, streaming
1. Don't Let Me Down (feat. Daya) – 3:28

Download digitale, streaming – Remixes EP
1. Don't Let Me Down (feat. Daya) (W&W Remix) – 3:15
2. Don't Let Me Down (feat. Daya) (Illenium Remix) – 3:38
3. Don't Let Me Down (feat. Daya) (Zomboy Remix) – 4:25
4. Don't Let Me Down (feat. Daya) (Ephwurd Remix) – 4:05
5. Don't Let Me Down (feat. Daya) (Ricky Remedy Remix) – 4:38
6. Don't Let Me Down (feat. Daya & Konshens) (Dom da Bamb & Electric Bodega Remix) – 3:25

Download digitale, streaming – Hardwell & Sephyx Remix
1. Don't Let Me Down (feat. Daya) (Hardwell & Sephyx Remix) – 2:42

## Formazione
- The Chainsmokers – produzione
- Daya – voce, produzione vocale
- Gino "Farrago" Barletta – produzione vocale
- Jaime P. Velez – registrazione
- Jordan "DJ Swivel" Young – missaggio
- Chris Gehringer – mastering

## Successo commerciale
Don't Let Me Down è stato il 8º singolo più venduto dell'anno secondo l'International Federation of the Phonographic Industry, dopo aver accumulato 10,2 milioni di unità.

## Classifiche

### Classifiche settimanali
| Classifica (2016-17) | Posizione massima |
| -------------------- | ----------------- |
| Australia            | 3                 |
| Austria              | 6                 |
| Belgio (Fiandre)     | 4                 |
| Belgio (Vallonia)    | 15                |
| Canada               | 4                 |
| Croazia              | 16                |
| Danimarca            | 15                |
| Filippine            | 32                |
| Finlandia            | 11                |
| Francia              | 19                |
| Germania             | 6                 |
| Irlanda              | 3                 |
| Italia               | 7                 |
| Libano               | 8                 |
| Messico              | 11                |
| Norvegia             | 5                 |
| Nuova Zelanda        | 2                 |
| Paesi Bassi          | 5                 |
| Portogallo           | 4                 |
| Regno Unito          | 2                 |
| Repubblica Ceca      | 4                 |
| Romania              | 8                 |
| Russia               | 10                |
| Slovacchia           | 3                 |
| Slovenia             | 28                |
| Spagna               | 8                 |
| Stati Uniti          | 3                 |
| Svezia               | 5                 |
| Svizzera             | 8                 |
| Ucraina              | 38                |
| Ungheria             | 3                 |

### Classifiche di fine anno
| Classifica (2016) | Posizione |
| ----------------- | --------- |
| Australia         | 5         |
| Austria           | 7         |
| Belgio (Fiandre)  | 7         |
| Belgio (Vallonia) | 38        |
| Brasile           | 20        |
| Canada            | 8         |
| Croazia           | 81        |
| Danimarca         | 25        |
| Francia           | 31        |
| Germania          | 7         |
| Islanda           | 41        |
| Italia            | 12        |
| Norvegia          | 11        |
| Nuova Zelanda     | 5         |
| Paesi Bassi       | 8         |
| Regno Unito       | 17        |
| Russia            | 75        |
| Spagna            | 17        |
| Stati Uniti       | 8         |
| Svezia            | 6         |
| Svizzera          | 14        |
| Ungheria          | 2         |
| Classifica (2017) | Posizione |
| Brasile           | 110       |

### Classifiche di fine decennio
| Classifica (2010-19) | Posizione |
| -------------------- | --------- |
| Australia            | 97        |
| Germania             | 23        |
| Norvegia             | 37        |
| Regno Unito          | 92        |
| Stati Uniti          | 58        |

### Classifiche di tutti i tempi
| Classifica (1958-2018) | Posizione |
| ---------------------- | --------- |
| Stati Uniti            | 333       |